# 1515
Il 1515 (MDXV in numeri romani) è un anno  del XVI secolo.

## Eventi
- Francesco I di Valois-Angoulême sale al trono di Francia dopo che Luigi XII era morto senza eredi maschi.
- Martin Lutero inizia a Wittenberg le lezioni sull'Epistola ai Romani.
- Michelangelo Buonarroti realizza per la tomba di papa Giulio II lo Schiavo morente e lo Schiavo ribelle, due statue oggi conservate al Museo del Louvre.
- Cambridge: ultimata la costruzione della cappella del King's College.
- Lipsia: Johannes Reuchlin istituisce la prima cattedra universitaria di greco in Germania.
- Cuba: Il conquistador spagnolo Diego Velázquez de Cuéllar fonda L'Avana.
- Baghdad: completata la costruzione della Moschea di Kazimayn, uno dei più importanti luoghi di culto sciiti.
- I portoghesi distruggono la città di Anfa, che sorgeva nello stesso luogo in cui verrà fondata 60 anni più tardi Casablanca.
- L'esploratore Juan Ponce de León viene inviato alla conquista delle Guadalupe, ma la missione fallisce.
- 1º gennaio – Il re di Francia Luigi XII d'Orleans muore e il trono passa a Francesco I.
- 5 gennaio – Bruxelles: Carlo V proclamato Duca di Borgogna.
- 13 – 14 settembre – la Battaglia di Marignano (oggi Melegnano, Milano) vede gli Svizzeri sconfitti dai Francesi e dai Veneziani: perdono la vita ben 18 000 uomini.
- 13 ottobre – Viterbo: papa Leone X cede Parma e Piacenza al re di Francia Francesco I.
- 20 novembre: papa Leone X in visita a Firenze.
- La Svizzera riunita in una confederazione di tredici cantoni si dichiara ufficialmente terra neutrale.
- Il Portogallo conquista Hormuz, nel Golfo Persico.

## Nati

### Febbraio
- 2 febbraio - Andrea Badoer, politico e diplomatico italiano († 1575)
- 4 febbraio - Mikołaj Krzysztof Radziwiłł, nobile polacco († 1565)
- 14 febbraio - Federico III del Palatinato, sovrano tedesco († 1576)
- 18 febbraio - Valerio Cordo, medico, chimico e botanico tedesco († 1544)

### Marzo
- 12 marzo - Caspar Othmayr, compositore tedesco († 1553)
- 28 marzo - Teresa d'Avila, religiosa e mistica spagnola († 1582)

### Maggio
- 2 maggio - Sibilla di Sassonia, principessa († 1592)
- 12 maggio - Cristoforo di Württemberg, duca tedesco († 1568)
- 18 maggio - Felice da Cantalice, religioso e santo italiano († 1587)

### Giugno
- 4 giugno - Chiara Matraini, poetessa italiana († 1604)
- 15 giugno - Anne Parr, nobile britannica († 1552)
- 28 giugno - Anna di Clèves, principessa tedesca († 1557)

### Luglio
- 4 luglio - Eleonora d'Este, nobildonna italiana († 1575)
- 10 luglio - Francisco de Toledo,  spagnolo († 1582)
- 14 luglio - Filippo I di Pomerania, duca tedesco († 1560)
- 21 luglio - Filippo Neri, presbitero e educatore italiano († 1595)

### Settembre
- 8 settembre - Alfonso Salmerón, gesuita spagnolo († 1585)
- 13 settembre - Niccolò Franco, poeta e scrittore italiano († 1570)

### Ottobre
- 4 ottobre - Lucas Cranach il Giovane, pittore e incisore tedesco († 1586)
- 5 ottobre - Celso Martinengo, umanista e teologo italiano († 1557)
- 7 ottobre - Edoardo del Portogallo, IV duca di Guimarães, principe portoghese († 1540)
- 8 ottobre - Margaret Douglas, contessa britannica († 1578)
- 16 ottobre - Leone Strozzi, condottiero e ammiraglio italiano († 1554)
- 18 ottobre - Nicolas de Pellevé, cardinale francese († 1594)
- 24 ottobre - Gianantonio Capizucchi, cardinale e vescovo cattolico italiano († 1569)
- 29 ottobre - Maria di Borbone-Vendôme, principessa francese († 1538)
- 29 ottobre - Vincenzo Borghini, filologo, religioso e scrittore italiano († 1580)

### Novembre
- 22 novembre - Maria di Guisa, nobildonna francese († 1560)

### Dicembre
- 15 dicembre - Maria di Sassonia († 1583)

### Senza giorno specificato
- Carlo di La Roche-sur-Yon, nobile francese († 1565)
- Maha Thammaracha, sovrano siamese († 1590)
- Jacques Androuet du Cerceau, architetto e scrittore francese († 1585)
- Roger Ascham, scrittore e pedagogo inglese († 1568)
- Bernardino Baldini, umanista, medico e matematico italiano († 1600)
- Margherita Ball,  irlandese († 1584)
- Giulio Cesare Brancaccio, militare, attore teatrale e basso italiano († 1586)
- Annibale Caccavello, scultore e architetto italiano († 1570)
- Giovanni Battista Camozzi, letterato e filologo italiano († 1581)
- Giambattista Canano, medico italiano († 1579)
- Nicolò Canelles, vescovo cattolico spagnolo († 1585)
- Sébastien Castellion, umanista e teologo francese († 1563)
- François Clouet, pittore francese († 1572)
- Cristóbal Acosta, medico e naturalista portoghese († 1594)
- Louis Des Masures, scrittore, poeta e drammaturgo francese († 1574)
- Leonard Digges, matematico inglese († 1559)
- Lodovico Domenichi, umanista, traduttore e editore italiano († 1564)
- Jorge Ferreira de Vasconcelos, drammaturgo portoghese († 1585)
- Laudomia Forteguerri, nobildonna e poetessa italiana
- Alonso de Fuentes, scrittore e poeta spagnolo
- Martín González, religioso e scrittore spagnolo († 1580)
- Hōjō Tsunashige, militare giapponese († 1587)
- Hōjō Ujiyasu, militare giapponese († 1571)
- Inaba Yoshimichi, militare giapponese († 1589)
- Pierre Lescot, architetto francese († 1578)
- Giovanni Antonio Licinio, pittore italiano († 1576)
- Giandomenico Martoretta, compositore italiano
- Mōri Kōmatsumaru, militare giapponese († 1523)
- Jacopo Nizzola, medaglista, incisore e scultore italiano († 1589)
- Benedetto Nucci, pittore italiano († 1596)
- Martin Nucio, tipografo e editore fiammingo († 1558)
- Marc'Antonio Pagani, francescano, filosofo e teologo italiano († 1585)
- Giambattista Palatino, letterato e calligrafo italiano († 1575)
- Pompeo Pedemonte, architetto italiano († 1592)
- Francesco Pesenti, pittore italiano († 1563)
- Piyale Paşa, ammiraglio ottomano († 1578)
- Ercole Procaccini il Vecchio, pittore italiano († 1595)
- Pietro Ramo, filosofo francese († 1572)
- Antonio Rinieri, letterato e poeta italiano
- Pietro Soriano, presbitero italiano († 1588)
- Ferdinand Sturm, pittore olandese († 1556)
- Nicholas Throckmorton, politico britannico († 1571)
- John Thynne, politico inglese († 1580)
- Giovanni Tristano, architetto e gesuita italiano († 1575)
- Francesco Turchi, religioso e letterato italiano († 1599)
- Johann Wier, medico olandese († 1588)
- Giovanni Battista Zanchi, militare, ingegnere e scrittore italiano († 1586)
- Niccolò Zeno, storico italiano († 1565)
- Moses Almosnino, rabbino greco († 1580)
- Cristoforo da Gama, condottiero e esploratore portoghese († 1542)
- Marguerite de La Rocque, nobildonna francese († 1542)
- Juan Bautista de Toledo, architetto e architetto del paesaggio spagnolo († 1567)
- Domenico dell'Allio, architetto italiano († 1563)
- Ippolita della Rovere, nobile italiana († 1538)
- Françoise di Brézé, nobildonna francese († 1577)

## Morti
- 1º gennaio - Luigi XII di Francia, sovrano francese (n. 1462)
- 20 gennaio - Ettore Fieramosca, condottiero italiano (n. 1476)
- 24 gennaio - Paola Gambara Costa, nobildonna e beata italiana (n. 1463)
- 6 febbraio - Aldo Manuzio, editore, grammatico e umanista italiano
- 8 febbraio - Guglielmo I d'Assia, nobile (n. 1466)
- 11 febbraio - Giorgio di Sofia il Nuovo, bulgaro
- 21 febbraio - Giacomo Colombo, navigatore italiano (n. 1468)
- 4 marzo - Dukakinoğlu Ahmed Pascià, politico e militare ottomano
- 8 aprile - Anselmo da Bologna, religioso e diplomatico italiano
- 14 aprile - Galeazzo Sforza, nobile italiano (n. 1469)
- 29 giugno - Contessina de' Medici, nobildonna italiana (n. 1478)
- 30 giugno - Benedetta da Vimercate, religiosa italiana
- 1º luglio - Giovanni Giocondo, umanista e architetto italiano
- 4 settembre - Barbara di Hohenzollern, duchessa (n. 1464)
- 9 settembre - Giuseppe di Volokolamsk, monaco cristiano e religioso russo (n. 1440)
- 14 settembre - Chiappino Orsini, condottiero italiano
- 14 settembre - Rodolfo di Salis, mercenario svizzero
- 15 settembre - Carlo I de La Trémoille, nobile e condottiero francese (n. 1485)
- 2 ottobre - Barbara Zápolya, sovrana (n. 1495)
- 7 ottobre - Bartolomeo d'Alviano, condottiero e politico italiano (n. 1455)
- 16 ottobre - Scipione Forteguerri, grammatico e umanista italiano (n. 1466)
- 3 novembre - Diebold Schilling il Giovane, storico svizzero
- 5 novembre - Mariotto Albertinelli, pittore italiano (n. 1474)
- 18 novembre - Giampietro Gonzaga, nobile italiano (n. 1469)
- 19 novembre - Claudina di Monaco, monegasca (n. 1451)
- 2 dicembre - Gonzalo Fernández de Córdoba, generale e politico spagnolo (n. 1453)
- 16 dicembre - Alfonso de Albuquerque, esploratore e militare portoghese
- Jacques Almain, teologo francese (n. 1480)
- Ayşe Sultan, principessa ottomana (n. 1465)
- Cantalicio, vescovo cattolico e umanista italiano
- Giacomo Cozzarelli, scultore, architetto e pittore italiano (n. 1453)
- Giovanni Dalmata, scultore dalmata
- Giovanni da Prato, vescovo cattolico italiano
- Antoon II Keldermans, architetto belga
- Pietro Lombardo, scultore e architetto svizzero
- Giovanni Musachi, nobile albanese
- Nezahualpilli, re (n. 1464)
- Alonso de Ojeda, esploratore e navigatore spagnolo
- Giulio Orsini, condottiero italiano
- Anton Pilgram, scultore e architetto boemo (n. 1460)
- Galeazzo Porro, tipografo e incisore italiano
- Michele Riccio, nobile e storico italiano (n. 1445)
- Silvio Savelli, condottiero italiano
- Autilia Scala, veggente italiana
- Stefano Taleazzi, arcivescovo cattolico, oratore e teologo italiano
- Agostino Vespucci, funzionario italiano (n. 1462)
- John Wastell, architetto britannico (n. 1460)
- Abraham Zacuto, storico, astronomo e matematico spagnolo (n. 1452)
- Juan de Esquivel, esploratore spagnolo (n. 1480)
- Luchina della Rovere, nobildonna italiana (n. 1451)

## Calendario
| Calendario 1515 | Calendario 1515 | Calendario 1515 | Calendario 1515 | Calendario 1515 | Calendario 1515 | Calendario 1515 | Calendario 1515 | Calendario 1515 | Calendario 1515 | Calendario 1515 | Calendario 1515 | Calendario 1515 | Calendario 1515 | Calendario 1515 | Calendario 1515 | Calendario 1515 | Calendario 1515 | Calendario 1515 | Calendario 1515 | Calendario 1515 | Calendario 1515 | Calendario 1515 | Calendario 1515 | Calendario 1515 | Calendario 1515 | Calendario 1515 | Calendario 1515 | Calendario 1515 | Calendario 1515 | Calendario 1515 | Calendario 1515 | Calendario 1515 |
| --------------- | --------------- | --------------- | --------------- | --------------- | --------------- | --------------- | --------------- | --------------- | --------------- | --------------- | --------------- | --------------- | --------------- | --------------- | --------------- | --------------- | --------------- | --------------- | --------------- | --------------- | --------------- | --------------- | --------------- | --------------- | --------------- | --------------- | --------------- | --------------- | --------------- | --------------- | --------------- | --------------- |
|                 | 1               | 2               | 3               | 4               | 5               | 6               | 7               | 8               | 9               | 10              | 11              | 12              | 13              | 14              | 15              | 16              | 17              | 18              | 19              | 20              | 21              | 22              | 23              | 24              | 25              | 26              | 27              | 28              | 29              | 30              | 31              |                 |
| Gennaio         | Lu              | Ma              | Me              | Gi              | Ve              | Sa              | Do              | Lu              | Ma              | Me              | Gi              | Ve              | Sa              | Do              | Lu              | Ma              | Me              | Gi              | Ve              | Sa              | Do              | Lu              | Ma              | Me              | Gi              | Ve              | Sa              | Do              | Lu              | Ma              | Me              |                 |
| Febbraio        | Gi              | Ve              | Sa              | Do              | Lu              | Ma              | Me              | Gi              | Ve              | Sa              | Do              | Lu              | Ma              | Me              | Gi              | Ve              | Sa              | Do              | Lu              | Ma              | Me              | Gi              | Ve              | Sa              | Do              | Lu              | Ma              | Me              |                 |                 |                 |                 |
| Marzo           | Gi              | Ve              | Sa              | Do              | Lu              | Ma              | Me              | Gi              | Ve              | Sa              | Do              | Lu              | Ma              | Me              | Gi              | Ve              | Sa              | Do              | Lu              | Ma              | Me              | Gi              | Ve              | Sa              | Do              | Lu              | Ma              | Me              | Gi              | Ve              | Sa              |                 |
| Aprile          | Do              | Lu              | Ma              | Me              | Gi              | Ve              | Sa              | Do              | Lu              | Ma              | Me              | Gi              | Ve              | Sa              | Do              | Lu              | Ma              | Me              | Gi              | Ve              | Sa              | Do              | Lu              | Ma              | Me              | Gi              | Ve              | Sa              | Do              | Lu              |                 |                 |
| Maggio          | Ma              | Me              | Gi              | Ve              | Sa              | Do              | Lu              | Ma              | Me              | Gi              | Ve              | Sa              | Do              | Lu              | Ma              | Me              | Gi              | Ve              | Sa              | Do              | Lu              | Ma              | Me              | Gi              | Ve              | Sa              | Do              | Lu              | Ma              | Me              | Gi              |                 |
| Giugno          | Ve              | Sa              | Do              | Lu              | Ma              | Me              | Gi              | Ve              | Sa              | Do              | Lu              | Ma              | Me              | Gi              | Ve              | Sa              | Do              | Lu              | Ma              | Me              | Gi              | Ve              | Sa              | Do              | Lu              | Ma              | Me              | Gi              | Ve              | Sa              |                 |                 |
| Luglio          | Do              | Lu              | Ma              | Me              | Gi              | Ve              | Sa              | Do              | Lu              | Ma              | Me              | Gi              | Ve              | Sa              | Do              | Lu              | Ma              | Me              | Gi              | Ve              | Sa              | Do              | Lu              | Ma              | Me              | Gi              | Ve              | Sa              | Do              | Lu              | Ma              |                 |
| Agosto          | Me              | Gi              | Ve              | Sa              | Do              | Lu              | Ma              | Me              | Gi              | Ve              | Sa              | Do              | Lu              | Ma              | Me              | Gi              | Ve              | Sa              | Do              | Lu              | Ma              | Me              | Gi              | Ve              | Sa              | Do              | Lu              | Ma              | Me              | Gi              | Ve              |                 |
| Settembre       | Sa              | Do              | Lu              | Ma              | Me              | Gi              | Ve              | Sa              | Do              | Lu              | Ma              | Me              | Gi              | Ve              | Sa              | Do              | Lu              | Ma              | Me              | Gi              | Ve              | Sa              | Do              | Lu              | Ma              | Me              | Gi              | Ve              | Sa              | Do              |                 |                 |
| Ottobre         | Lu              | Ma              | Me              | Gi              | Ve              | Sa              | Do              | Lu              | Ma              | Me              | Gi              | Ve              | Sa              | Do              | Lu              | Ma              | Me              | Gi              | Ve              | Sa              | Do              | Lu              | Ma              | Me              | Gi              | Ve              | Sa              | Do              | Lu              | Ma              | Me              |                 |
| Novembre        | Gi              | Ve              | Sa              | Do              | Lu              | Ma              | Me              | Gi              | Ve              | Sa              | Do              | Lu              | Ma              | Me              | Gi              | Ve              | Sa              | Do              | Lu              | Ma              | Me              | Gi              | Ve              | Sa              | Do              | Lu              | Ma              | Me              | Gi              | Ve              |                 |                 |
| Dicembre        | Sa              | Do              | Lu              | Ma              | Me              | Gi              | Ve              | Sa              | Do              | Lu              | Ma              | Me              | Gi              | Ve              | Sa              | Do              | Lu              | Ma              | Me              | Gi              | Ve              | Sa              | Do              | Lu              | Ma              | Me              | Gi              | Ve              | Sa              | Do              | Lu              |                 |